# Asamblea Legislativa de Puerto Rico
La Asamblea Legislativa de Puerto Rico es la rama legislativa del Estado Libre Asociado de Puerto Rico. Es un órgano bicameral, compuesto por la Cámara de Representantes y el Senado. La estructura y responsabilidades de la Asamblea están definidas en el Artículo III de la Constitución de Puerto Rico.

## Estructura
La Asamblea Legislativa tiene una estructura bicameral de elección directa de sus integrantes. Estas dos Cámaras son:
- El Senado, de 27 miembros, es la cámara alta. Para fines electorales la isla se divide en 8 distritos senatoriales, para cada uno de estos distritos, los puertorriqueños eligen dos senadores. Además, cada elector puede votar por un Senador por Acumulación. Los once Senadores por Acumulación que obtengan más votos forman el resto del Senado, que tiene 27 miembros. Sus mandatos tienen una duración de 4 años con posibilidad de reelección inmediata.

- La Cámara de Representantes, de 51 miembros, es la cámara baja. Para fines electorales la isla se divide en 40 distritos de representantes. Además, se eligen 11 representantes por acumulación que forman el resto de la Cámara de Representantes. Sus mandatos tienen una duración de 4 años con posibilidad de reelección inmediata.

En ambos casos hay un cláusula, Artículo III cláusula 7 de la Constitución, que garantiza la representación de las minorías con lo cual se puede aumentar el número de senadores y representantes.

## Composición de la Cámara de Representantes
| - Distrito 1: Eddie Charbonier Chinea - Distrito 2: Ricardo (Chino) R. Ocasio Ramos - Distrito 3: José (Cheíto) Hernández - Distrito 4: Victor L. Parés Otero - Distrito 5: Jorge (Georgie) Navarro Suárez - Distrito 6: Ángel Morey Noble - Distrito 7: Luis (Jr.) Pérez Ortiz - Distrito 8: Yashira M. Lebrón Rodríguez - Distrito 9: Félix Pacheco Burgos (El Policía) - Distrito 10: Pedro J. (Pellé) Santiago Guzmán - Distrito 11: Elinette González Aguayo - Distrito 12: Edgardo Feliciano Sánchez - Distrito 13: Jerry Nieves Rosario - Distrito 14: Edgar Robles Rivera - Distrito 15: Joel I. Franqui Atiles - Distrito 16: Reynaldo (Rey) Figueroa - Distrito 17: Wilson J. Román López - Distrito 18: Odalys González González - Distrito 19: Lilibeth (Lilly) Rosas - Distrito 20: Emilio Carlo Acosta - Distrito 21: Omayra Martínez Vázquez - Distrito 22: Joe (Joeito) Colón - Distrito 23: Ensol Rodríguez Torres - Distrito 24: Ángel (Tito) Fourquet - Distrito 25: Domingo J. Torres García - Distrito 26: Luis (Josean) Jiménez Torres | - Distrito 27: Estrella Martínez Soto - Distrito 28: Axel (Chino) Roque - Distrito 29: Gretchen Hau - Distrito 30: Fernando Sanabria - Distrito 31: Vimarie Peña Dávila - Distrito 32: José M. (Conny) Varela Fernández - Distrito 33: Ángel R. Peña Ramírez - Distrito 34: Christian Muriel Sánchez - Distrito 35: Sol Higgins Cuadrado - Distrito 36: Carlos J. Méndez Nuñez - Distrito 37: Carmen Medina Calderón - Distrito 38: Wanda Del Valle Correa - Distrito 39: Roberto Rivera Ruiz De Porras - Distrito 40: Sergio Estévez - Acumulación: Denis Márquez Lebrón - Acumulación: Héctor Ferrer Santiago - Acumulación: José (Pichy) Zamora - Acumulación: Lisie J. Burgos Muñiz - Acumulación: Tatiana Pérez Ramírez - Acumulación: José (Che) Pérez - Acumulación: Swanny E. Vargas Laureano - Acumulación: Gabriel Rodríguez Aguiló - Acumulación: Lourdes Ramos - Acumulación: Ramón Torres - Acumulación: José Aponte Hernández - Acumulación: Nelie Lebrón Robles - Acumulación: Adriana Gutiérrez Colón |

## Composición del Senado
| - San Juan I: Nitza Morán - San Juan I: Juan O. Morales - Bayamón II: Carmelo Ríos Santiago - Bayamón II: Migdalia Padilla Alvelo - Arecibo III: Brenda Pérez Soto - Arecibo III: Gabriel (Gaby) González - Mayagüez IV: Jeison Rosa (El Calvito) - Mayagüez IV: Karen M. Román Rodríguez - Ponce V: Marially González - Ponce V: Jamie Barlucea - Guayama VI: Rafael (Rafy) Santos Ortiz - Guayama VI: Wilmer Reyes Berríos - Humacao VII: Wanda Soto Tolentino - Humacao VII: Luis D. Colón La Santa | - Carolina VIII: Marissa Jiménez - Carolina VIII: Héctor J. Sánchez Álvarez - Acumulación: María de Lourdes Santiago - Acumulación: Thomas Rivera Schatz - Acumulación: Joanne Rodríguez Veve - Acumulación: José Luis Dalmau Santiago - Acumulación: Luis Javier Hernández - Acumulación: José (Josian) Santiago - Acumulación: Ada Álvarez Conde - Acumulación: Ángel Toledo López - Acumulación: Gregorio Matías Rosario - Acumulación: Roxanna I. Soto Aguilú (Abogada Motorizada) - Acumulación: Eliezer Molina - Acumulación: Adrián González Costa |